# Leptochiton vietnamensis
Leptochiton vietnamensis is een keverslakkensoort uit de familie van de Leptochitonidae. De wetenschappelijke naam van de soort is voor het eerst geldig gepubliceerd in 1998 door Sirenko.